# Bermuda op de Olympische Zomerspelen 1996
Bermuda nam naar deel aan de Olympische Zomerspelen 1996 in Atlanta, Verenigde Staten. 

## Resultaten en deelnemers

### Atletiek
| Olympiër      | Discipline             | Resultaat | Prestatie                                                                   |
| ------------- | ---------------------- | --------- | --------------------------------------------------------------------------- |
| DeVon Bean    | 100m (m)               | 88e       | serie 12: 7e in 10,89                                                       |
| Troy Douglas  | 200m (m)               | 20e       | serie 1: 3e in 20,41 kwartfinale 2: 6e in 20,63                             |
| Troy Douglas  | 400m (m)               | 15e       | serie 2: 3e in 45,61 kwartfinale 1: 4e in 45,26 halve finale 1: 7e in 46,33 |
| Brian Wellman | hink-stap-springen (m) | 6e        | kwalificatie groep A: 3e met 17,10m finale: 6e met 16,95m                   |

### Paardensport
| Olympiër        | Discipline  | Resultaat | Prestatie                       |
| Dressuur        | Dressuur    | Dressuur  | Dressuur                        |
| --------------- | ----------- | --------- | ------------------------------- |
| Suzanne Dunkley | individueel | 40e       | Grand Prix test: 40e met 60,08% |

### Wielersport
| Olympiër       | Discipline       | Resultaat | Prestatie      |
| -------------- | ---------------- | --------- | -------------- |
| Elliot Hubbard | wegwedstrijd (m) | DNF       | niet gefinisht |

### Zeilen
| Olympiër               | Discipline | Resultaat | Prestatie                                      |
| ---------------------- | ---------- | --------- | ---------------------------------------------- |
| Paula Lewin            | europe (v) | 14e       | 94 punten: (20-9-6-15-15-14-14-8-5-17-8)       |
|                        |            |           |                                                |
| Malcolm Smith          | laser      | 42e       | 338 punten: (40-31-41-32-42-45-46-40-43-34-35) |
| Peter Bromby Lee White | star       | 13e       | 81 punten: (9-20-9-10-11-19-14-11-11-6)        |

Afghanistan · Albanië · Algerije · Amerikaanse Maagdeneilanden · Amerikaans-Samoa · Andorra · Angola · Antigua‑Barbuda · Argentinië · Armenië · Aruba · Australië · Azerbeidzjan · Bahama's · Bahrein · Bangladesh · Barbados · België · Belize · Benin · Bermuda · Bhutan · Bolivia · Bosnië en Herzegovina · Botswana · Brazilië · Britse Maagdeneilanden · Brunei · Bulgarije · Burkina Faso · Burundi · Cambodja · Canada · Centraal-Afrikaanse Republiek · Chili · China · Chinees Taipei · Colombia · Comoren · Congo-Brazzaville · Cookeilanden · Costa Rica · Cuba · Cyprus · Denemarken · Djibouti · Dominica · Dominicaanse Republiek · Duitsland · Ecuador · Egypte · El Salvador · Equatoriaal-Guinea · Estland · Ethiopië · Fiji · Filipijnen · Finland · Frankrijk · Gabon · Gambia · Georgië · Ghana · Grenada · Griekenland · Groot-Brittannië · Guam · Guatemala · Guinee · Guinee-Bissau · Guyana · Haïti · Honduras · Hongarije · Hongkong · Ierland · IJsland · India · Indonesië · Irak · Iran · Israël · Italië · Ivoorkust · Jamaica · Japan · Jemen · Joegoslavië · Jordanië · Kaaimaneilanden · Kaapverdië · Kameroen · Kazachstan · Kenia · Kirgizië · Koeweit · Kroatië · Laos · Lesotho · Letland · Libanon · Liberia · Libië · Liechtenstein · Litouwen · Luxemburg ·  Macedonië · Madagaskar · Malawi · Malediven · Maleisië · Mali · Malta · Marokko · Mauritanië · Mauritius · Mexico · Moldavië · Monaco · Mongolië · Mozambique · Myanmar · Namibië · Nauru · Nederland · Nederlandse Antillen · Nepal · Nicaragua · Nieuw-Zeeland · Niger · Nigeria · Noord-Korea · Noorwegen · Oeganda · Oekraïne · Oezbekistan · Oman · Oostenrijk · Pakistan · Palestina · Panama · Papoea-Nieuw-Guinea · Paraguay · Peru · Polen · Portugal · Puerto Rico · Qatar · Roemenië · Rusland · Rwanda · Saint Kitts en Nevis · Saint Lucia · Saint Vincent en Grenadines · Salomonseilanden · Samoa · San Marino · Sao Tomé en Principe · Saoedi-Arabië · Senegal · Seychellen · Sierra Leone · Singapore · Slovenië · Slowakije · Soedan · Somalië · Spanje · Sri Lanka · Suriname · Swaziland · Syrië · Tadzjikistan · Tanzania · Thailand · Togo · Tonga · Trinidad en Tobago · Tsjaad · Tsjechië · Tunesië · Turkije · Turkmenistan · Uruguay · Vanuatu · Venezuela · Verenigde Arabische Emiraten · Verenigde Staten · Vietnam · Wit-Rusland · Zaïre · Zambia · Zimbabwe · Zuid-Afrika · Zuid-Korea · Zweden · Zwitserland